# Nemo (píseň)
„Nemo“ je singl od finské kapely Nightwish.

## Seznam skladeb
1. „Nemo“ - (04:27)
2. „Planet Hell“ - (04:39)
3. „White Night Fantasy“ - (04:02)
4. „Nemo“ (orchestral version) - (04:37)